# 삼드룹종카르현

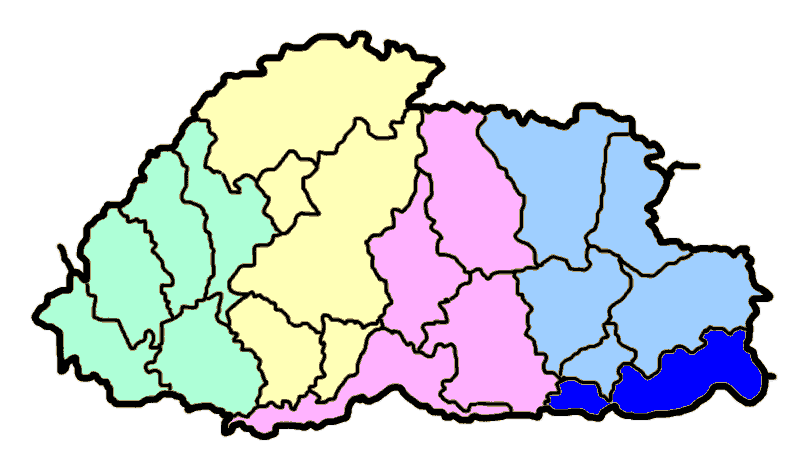
삼드룹종카르 현의 위치

삼드룹종카르현(종카어: བསམ་གྲུབ་ལྗོངས་མཁར་རྫོང་ཁག་)은 부탄을 구성하는 20개 현(종카그) 가운데 하나로, 부탄 남동부에 위치한다. 현청 소재지는 삼드룹종카르이며 면적은 2,207km2, 인구는 39,961명(2005년 기준)이다. 11개 게워그(데와탕, 곰다르, 랑첸푸, 라우리, 마르찰라, 오롱, 페마탕, 푼초탕, 삼랑, 세르티, 왕푸)를 관할하며 인도 아삼 주와 인접해 있다.

## 같이 보기
- 종카그